# Elecciones regionales de Apurímac de 2018
Las elecciones regionales de Apurímac de 2018 se llevaron a cabo el 7 de octubre de 2018 para elegir al gobernador regional, al vicegobernador regional y al Consejo Regional para el periodo 2019-2022. Se celebró simultáneamente con elecciones regionales y municipales (provinciales y distritales) en todo el Perú. La segunda vuelta regional se llevó a cabo el 9 de diciembre de 2018.
Durante la primera vuelta, los candidatos Baltazar Lantarón Núñez (Movimiento Regional Llankasun Kuska) y Michael Martínez Gonzales (Movimiento Popular Kallpa) obtuvieron las dos primeras minorías y pasaron al balotaje. En este, Baltazar Lantarón Núñez obtuvo el 60.97% de votos válidos y resultó electo como gobernador regional de Apurímac.

## Sistema electoral
El Gobierno Regional de Apurímac es el órgano administrativo y de gobierno del departamento de Apurímac. Está compuesto por el gobernador regional, el vicegobernador regional y el Consejo Regional.
La votación se realiza en base al sufragio universal, que comprende a todos los ciudadanos nacionales mayores de dieciocho años, empadronados y residentes en el departamento de Apurímac y en pleno goce de sus derechos políticos.
El gobernador y vicegobernador regional son elegidos por sufragio directo. Para que un candidato sea proclamado ganador debe obtener no menos de 30 % de votos válidos. En caso ningún candidato logre ese porcentaje en la primera vuelta electoral, los dos candidatos más votados participan en una segunda vuelta o balotaje. No hay reelección inmediata de gobernadores regionales.
El Consejo Regional de Apurímac está compuesto por 10 consejeros elegidos por sufragio directo para un período de cuatro (4) años. La votación es por lista cerrada y bloqueada. Cada provincia del departamento de Apurímac constituye una circunscripción electoral. Se asigna a la lista ganadora los escaños según el método d'Hondt. La distribución y el número de consejeros regionales es la siguiente:
| Circunscripción                        | Escaños | Mapa |
| -------------------------------------- | ------- | ---- |
| Abancay, Andahuaylas y Chincheros(+1)  | 2       |      |
| Antabamba, Aymaraes, Cotabambas y Grau | 1       |      |

## Composición del Consejo Regional de Apurímac
La siguiente tabla muestra la composición del Consejo Regional de Apurímac antes de las elecciones.
| Partidos | Partidos                  | Consejeros |
| -------- | ------------------------- | ---------- |
|          | Movimiento Popular Kallpa | 5          |
|          | Unión por el Perú         | 3          |
|          | Alianza para el Progreso  | 1          |

## Partidos y candidatos
A continuación se muestra una lista de los principales partidos y alianzas electorales que participaron en la elección:
| Candidatura | Candidatura | Partidos y alianzas                                 | Candidato | Candidato                    | Ideología                                                          | Resultado previo | Resultado previo | Ref. |
| Candidatura | Candidatura | Partidos y alianzas                                 | Candidato | Candidato                    | Ideología                                                          | Votos (%)        | Con.             | Ref. |
| ----------- | ----------- | --------------------------------------------------- | --------- | ---------------------------- | ------------------------------------------------------------------ | ---------------- | ---------------- | ---- |
|             | Kallpa      | Lista - Movimiento Popular Kallpa (Kallpa)          |           | Michael Martínez Gonzales    | Regionalismo apurimeño                                             | 25.96%           | 5                |      |
|             | UPP         | Lista - Unión por el Perú (UPP)                     |           | Ernesto Quintanilla Barbarán | Etnocacerismo Nacionalismo de izquierda Ultranacionalismo          | 15.14%           | 3                |      |
|             | FP          | Lista - Fuerza Popular (FP)                         |           | Irma Palomino Padilla        | Fujimorismo Conservadurismo social Populismo de derecha            | 13.33%           | 0                |      |
|             | APP         | Lista - Alianza para el Progreso (APP)              |           | Edgar Villanueva Núñez       | Liberalismo económico Conservadurismo liberal Populismo de derecha | 12.91%           | 1                |      |
|             | JP          | Lista - Juntos por el Perú (JP)                     |           | Alexei Reynaga Medina        | Socialismo democrático Progresismo                                 | 1.77%            | 0                |      |
|             | FA          | Lista - Frente Amplio (FA)                          |           | Lenin Checco Chauca          | Socialismo Ecologismo Descentralización                            | 0.60%            | 0                |      |
|             | AP          | Lista - Acción Popular (AP)                         |           | Jaime Zegarra Peña           | Partido atrapalotodo                                               | Nuevo            | Nuevo            |      |
|             | SP          | Lista - Somos Perú (SP)                             |           | Marcelino Martínez Gonzales  | Democracia cristiana Conservadurismo social                        | Nuevo            | Nuevo            |      |
|             | DD          | Lista - Democracia Directa (DD)                     |           | Dalmiro Alarcón Arce         | Socialismo Nacionalismo de izquierda Ecologismo                    | Nuevo            | Nuevo            |      |
|             | VP          | Lista - Vamos Perú (VP)                             |           | Adriel Borda Chipana         | Populismo Socialdemocracia                                         | Nuevo            | Nuevo            |      |
|             | AvP         | Lista - Avanza País (AvP)                           |           | Germán Altamirano Zúñiga     | Conservadurismo liberal Liberalismo clásico                        | Nuevo            | Nuevo            |      |
|             | Kuska       | Lista - Movimiento Regional Llankasun Kuska (Kuska) |           | Baltazar Lantarón Núñez      | Regionalismo apurimeño                                             | Nuevo            | Nuevo            |      |

## Sondeos de opinión
La siguiente tabla enumera las estimaciones de la intención de voto en orden cronológico inverso, mostrando las más recientes primero y utilizando las fechas en las que se realizó el trabajo de campo de la encuesta. Cuando se desconocen las fechas del trabajo de campo, se proporciona la fecha de publicación.
Leyenda:
     Sondeo realizado en el periodo de prohibición legal de la difusión de sondeos de intención de voto.

### Primera vuelta

#### Intención de voto
La siguiente tabla enumera las estimaciones ponderadas (sin incluir votos en blanco y nulos) de la intención de voto.
| Encuestadora/Medio            | Fecha      | Muestra | Baltazar Lantarón | Michael Martínez | Edgar Villanueva | Lenin Checco | Marcelino Martínez | Jaime Zegarra | Germán Altamirano | Dif. |  |  |  |  |
| ----------------------------- | ---------- | ------- | ----------------- | ---------------- | ---------------- | ------------ | ------------------ | ------------- | ----------------- | ---- |  |  |  |  |
| Encuestadora/Medio            | Fecha      | Muestra |                   |                  |                  |              |                    |               |                   |      |  |  |  |  |
| Elecciones regionales de 2018 | 7 oct 2018 | —       | 20.6              | 19.1             | 16.8             | 16.7         | 13.6               | 3.8           | 2.8               | 1.5  |  |  |  |  |
|                               |            |         |                   |                  |                  |              |                    |               |                   |      |  |  |  |  |
| Ipsos Perú/América            | 7 oct 2018 | ?       | 25.0              | 19.4             | 17.3             | 16.5         | –                  | –             | –                 | 5.6  |  |  |  |  |
| Datum Internacional/Latina    | 7 oct 2018 | ?       | –                 | 21.4             | 14.9             | 14.9         | 17.6               | –             | –                 | 3.8  |  |  |  |  |
| Ipsos Perú/América            | 7 oct 2018 | ?       | 18.6              | 20.2             | 21.2             | 16.7         | –                  | –             | –                 | 1.0  |  |  |  |  |
| Datum Internacional/Latina    | 7 oct 2018 | ?       | 14.4              | 22.7             | 15.8             | 13.7         | 16.4               | –             | 4.7               | 6.3  |  |  |  |  |

## Resultados

### Gobierno Regional de Apurímac
| Candidatos           | Candidatos                   | Partidos y coaliciones                      | Primera vuelta 7 oct 2018 | Primera vuelta 7 oct 2018 | Balotaje 9 dic 2018 | Balotaje 9 dic 2018 |  |
| Candidatos           | Candidatos                   | Partidos y coaliciones                      | Votos                     | %                         | Votos               | %                   |  |
| -------------------- | ---------------------------- | ------------------------------------------- | ------------------------- | ------------------------- | ------------------- | ------------------- |  |
|                      | Baltazar Lantarón Núñez      | Movimiento Regional Llankasun Kuska (Kuska) | 38,482                    | 20.59                     | 110,795             | 60.97               |  |
|                      | Michael Martínez Gonzales    | Movimiento Popular Kallpa (Kallpa)          | 35,644                    | 19.07                     | 70,914              | 39.03               |  |
|                      | Edgar Villanueva Núñez       | Alianza para el Progreso (APP)              | 31,375                    | 16.78                     |                     |                     |  |
|                      | Lenin Checco Chauca          | Frente Amplio (FA)                          | 31,131                    | 16.65                     |                     |                     |  |
|                      | Marcelino Martínez Gonzales  | Somos Perú (SP)                             | 22,047                    | 11.79                     |                     |                     |  |
|                      | Jaime Zegarra Peña           | Acción Popular (AP)                         | 7,176                     | 3.84                      |                     |                     |  |
|                      | Germán Altamirano Zúñiga     | Avanza País (AvP)                           | 5,195                     | 2.78                      |                     |                     |  |
|                      | Dalmiro Alarcón Arce         | Democracia Directa (DD)                     | 5,135                     | 2.75                      |                     |                     |  |
|                      | Alexei Reynaga Medina        | Juntos por el Perú (JP)                     | 4,928                     | 2.64                      |                     |                     |  |
|                      | Ernesto Quintanilla Barbarán | Unión por el Perú (UPP)                     | 3,121                     | 1.67                      |                     |                     |  |
|                      | Irma Palomino Padilla        | Fuerza Popular (FP)                         | 1,694                     | 0.91                      |                     |                     |  |
|                      | Adriel Borda Chipana         | Vamos Perú (VP)                             | 999                       | 0.53                      |                     |                     |  |
|                      |                              |                                             |                           |                           |                     |                     |  |
| Total                | Total                        | Total                                       | 186,927                   |                           | 181,709             |                     |  |
|                      |                              |                                             |                           |                           |                     |                     |  |
| Votos válidos        | Votos válidos                | Votos válidos                               | 186,927                   | 79.87                     | 181,709             | 88.40               |  |
| Votos en blanco      | Votos en blanco              | Votos en blanco                             | 27,557                    | 11.77                     | 6,867               | 3.34                |  |
| Votos nulos          | Votos nulos                  | Votos nulos                                 | 19,555                    | 8.36                      | 16,971              | 8.26                |  |
| Votos emitidos       | Votos emitidos               | Votos emitidos                              | 234,039                   | 77.06                     | 205,547             | 67.68               |  |
| Abstenciones         | Abstenciones                 | Abstenciones                                | 69,658                    | 22.94                     | 98,150              | 32.32               |  |
| Votantes registrados | Votantes registrados         | Votantes registrados                        | 303,697                   |                           | 303,697             |                     |  |
|                      |                              |                                             |                           |                           |                     |                     |  |
| Fuente:              |                              |                                             |                           |                           |                     |                     |  |

### Consejo Regional de Apurímac
| |                                             |              |              |              |         |         |  |
| Partidos y coaliciones                                                                                      | Partidos y coaliciones                      | Voto popular | Voto popular | Voto popular | Escaños | Escaños |  |
| Partidos y coaliciones                                                                                      | Partidos y coaliciones                      | Votos        | %            | ±pp          | Total   | +/−     |  |
| | Movimiento Regional Llankasun Kuska (Kuska) | 34,117       | 20.10        | Nuevo        | 2       | +2      |  |
| | Alianza para el Progreso (APP)              | 33,804       | 19.92        | +7.66        | 5       | +4      |  |
| | Frente Amplio (FA)                          | 26,762       | 15.77        | Nuevo        | 2       | +2      |  |
| | Movimiento Popular Kallpa (Kallpa)          | 24,723       | 14.57        | –9.48        | 1       | –4      |  |
| | Somos Perú (SP)                             | 17,876       | 10.53        | n/a          | 0       | ±0      |  |
| | Democracia Directa (DD)                     | 7,823        | 4.61         | Nuevo        | 0       | ±0      |  |
| | Juntos por el Perú (JP)1                    | 7,527        | 4.43         | +2.30        | 0       | ±0      |  |
| | Acción Popular (AP)                         | 6,388        | 3.76         | Nuevo        | 0       | ±0      |  |
| | Avanza País (AvP)                           | 5,287        | 3.11         | Nuevo        | 0       | ±0      |  |
| | Unión por el Perú (UPP)                     | 3,681        | 2.17         | –18.40       | 0       | –3      |  |
| | Fuerza Popular (FP)                         | 1,742        | 1.03         | –12.16       | 0       | ±0      |  |
| |                                             |              |              |              |         |         |  |
| Total | Total                                       | 169,730      |              |              | 10      | +1      |  |
| |                                             |              |              |              |         |         |  |
| Votos válidos                                                                                               | Votos válidos                               | 169,730      | 72.52        | –4.09        |         |         |  |
| Votos en blanco                                                                                             | Votos en blanco                             | 45,480       | 19.43        | +2.31        |         |         |  |
| Votos nulos                                                                                                 | Votos nulos                                 | 18,829       | 8.05         | +1.78        |         |         |  |
| Votos emitidos                                                                                              | Votos emitidos                              | 234,039      | 77.06        | –3.86        |         |         |  |
| Abstenciones                                                                                                | Abstenciones                                | 69,658       | 22.94        | +3.86        |         |         |  |
| Votantes registrados                                                                                        | Votantes registrados                        | 303,697      |              |              |         |         |  |
| |                                             |              |              |              |         |         |  |
| Fuente: |                                             |              |              |              |         |         |  |
| Notas al pie: 1 Comparado con los resultados del Partido Humanista Peruano (PHP) en las elecciones de 2014. |                                             |              |              |              |         |         |  |
| Notas al pie:                                                                                               |                                             |              |              |              |         |         |  |
| 1 Comparado con los resultados del Partido Humanista Peruano (PHP) en las elecciones de 2014.               |                                             |              |              |              |         |         |  |

#### Resultados por provincia
| Provincia   | Kuska   | Kuska | APP  | APP  | FA   | FA   | Kallpa | Kallpa | SP   | SP  | DD   | DD  | JP   | JP  | AP   | AP  | AvP | AvP | UPP | UPP | FP  | FP  |   |
| Provincia   | %       | E     | %    | E    | %    | E    | %      | E      | %    | E   | %    | E   | %    | E   | %    | E   | %   | E   | %   | E   | %   | E   |   |
| ----------- | ------- | ----- | ---- | ---- | ---- | ---- | ------ | ------ | ---- | --- | ---- | --- | ---- | --- | ---- | --- | --- | --- | --- | --- | --- | --- | - |
| Provincia   | Abancay | 26.0  | 1    | 15.4 | –    | 18.3 | 1      | 17.3   | –    | 3.5 | –    | 4.4 | –    | 6.2 | –    | 4.9 | –   | 0.9 | –   | 1.6 | –   | 1.5 | – |
| Andahuaylas | 21.3    | 1     | 13.2 | –    | 11.0 | –    | 21.3   | 1      | 16.6 | –   | 4.2  | –   | 2.1  | –   | 2.0  | –   | 6.4 | –   | 2.5 | –   | 0.8 | –   |   |
| Antabamba   | 19.2    | –     | 9.6  | –    | 20.1 | 1    | 12.0   | –      | 17.7 | –   | 2.9  | –   | 13.7 | –   | 0.7  | –   | 0.5 | –   | 3.2 | –   | 0.5 | –   |   |
| Aymaraes    | 25.7    | –     | 28.4 | 1    | 17.8 | –    | 13.5   | –      | 3.8  | –   | 0.7  | –   | 0.8  | –   | 1.9  | –   | 0.6 | –   | 6.1 | –   | 0.7 | –   |   |
| Chincheros  | 12.6    | –     | 49.7 | 2    | 19.8 | –    |        |        | 10.8 | –   | 1.8  | –   | 2.3  | –   | 0.8  | –   | 0.6 | –   | 0.6 | –   | 1.1 | –   |   |
| Cotabambas  | 10.9    | –     | 18.8 | 1    | 18.0 | –    | 1.3    | –      |      |     | 14.9 | –   | 14.4 | –   | 15.6 | –   | 3.5 | –   | 1.3 | –   | 1.3 | –   |   |
| Grau        | 16.2    | –     | 30.3 | 1    | 20.1 | –    | 5.4    | –      | 22.0 | –   | 3.3  | –   | 0.7  | –   | 1.0  | –   | 0.2 | –   | 0.4 | –   | 0.4 | –   |   |
| Total       | 20.1    | 2     | 19.9 | 5    | 15.8 | 2    | 14.6   | 1      | 10.5 | –   | 4.6  | –   | 4.4  | –   | 3.8  | –   | 3.1 | –   | 2.2 | –   | 1.0 | –   |   |

### Autoridades electas
| Cargo                                            | Autoridad electa | Autoridad electa            | Partido político | Partido político                    |
| ------------------------------------------------ | ---------------- | --------------------------- | ---------------- | ----------------------------------- |
| Gobernador Regional de Apurímac                  |                  | Baltazar Lantarón Núñez     |                  | Movimiento Regional Llankasun Kuska |
| Vicegobernador Regional de Apurímac              |                  | Henry León Moscoso          |                  | Movimiento Regional Llankasun Kuska |
| Consejero Regional de Apurímac (por Abancay)     |                  | Emerson Huashua Cahuana     |                  | Movimiento Regional Llankasun Kuska |
| Consejero Regional de Apurímac (por Abancay)     |                  | Guido Huamán Sarmiento      |                  | Frente Amplio                       |
| Consejero Regional de Apurímac (por Andahuaylas) |                  | Santos Huamán Guillén       |                  | Movimiento Popular Kallpa           |
| Consejero Regional de Apurímac (por Andahuaylas) |                  | Laureano Aparco Cuevas      |                  | Movimiento Regional Llankasun Kuska |
| Consejero Regional de Apurímac (por Antabamba)   |                  | Carlos Tume Avendaño        |                  | Frente Amplio                       |
| Consejero Regional de Apurímac (por Aymaraes)    |                  | Lucio Mallma Cahuana        |                  | Alianza para el Progreso            |
| Consejero Regional de Apurímac (por Chincheros)  |                  | Pascual Huamanñahui Alegría |                  | Alianza para el Progreso            |
| Consejera Regional de Apurímac (por Chincheros)  |                  | Roos Najarro Saavedra       |                  | Alianza para el Progreso            |
| Consejero Regional de Apurímac (por Cotabambas)  |                  | Faustino Ccoscco García     |                  | Alianza para el Progreso            |
| Consejero Regional de Apurímac (por Grau)        |                  | Wilfredo Pareja Ayerve      |                  | Alianza para el Progreso            |